# Ulysses (Raumsonde)
Ulysses [juˈlɪsəs] war eine Raumsonde der Europäischen Weltraumorganisation ESA und der US-amerikanischen Luft- und Raumfahrtbehörde NASA zur Erforschung der Sonne. Hauptauftragnehmer der Sonde war die deutsche Dornier-System GmbH, welche heute zu Airbus Defence and Space gehört. Die Sonde war unerwartet lange von Oktober 1990 bis zum 29. Juni 2009 in Betrieb.
Ulysses ist nach dem englischen Wort für den griechischen Sagenheld Odysseus benannt. Identisch ist der Name auch mit dem Roman Ulysses des irischen Schriftstellers James Joyce. Der Name wurde gewählt, weil die Sonde sich für die meiste Zeit weitab vom eigentlichen Ziel, der Sonne, befand.

## Geschichte

### Start

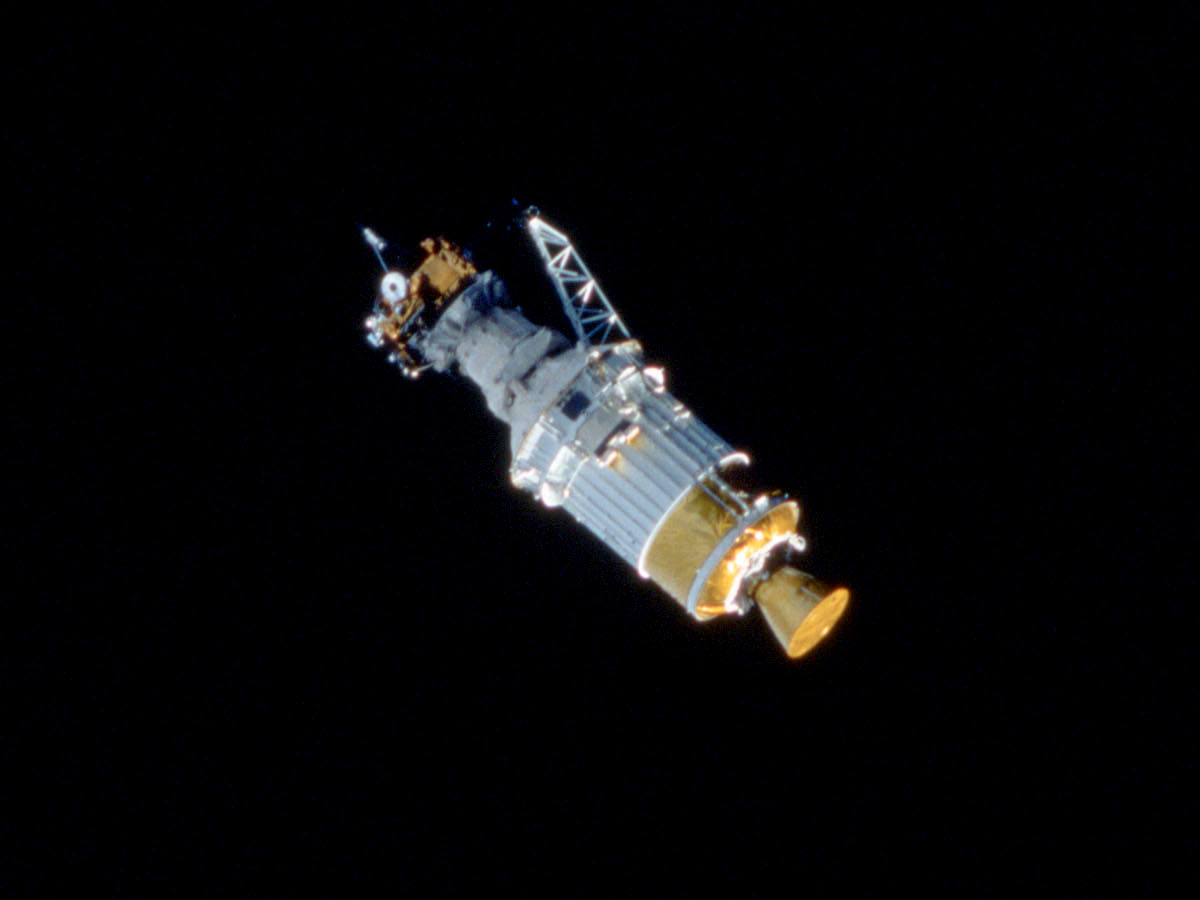
Ulysses auf ihrer IUS-PAM-S-Oberstufenkombination nach dem Aussetzen aus dem Space Shuttle

Ursprünglich war jeweils eine US-amerikanische und eine europäische Sonde unter dem Arbeitstitel International Solar Polar Mission (ISPM) für die gleichzeitige Untersuchung des Nord- und Südpols der Sonne geplant gewesen. Aufgrund von Budgetkürzungen wurde die NASA-Sonde jedoch 1981 gestrichen. Deshalb stellten die Europäer der NASA die Hälfte der Nutzlast auf der Ulysses zur Verfügung – im Gegenzug sorgte jene für den Start auf einem Space Shuttle, die Radionuklidbatterie und die Missionsüberwachung durch das JPL mit dem Deep Space Network. Daher ist Ulysses auch primär als europäische Mission zu betrachten – die Amerikaner wurden erst nachträglich „an Bord geholt“.
Der Start war für Mai 1986 mit der Mission STS-61-F auf einer Centaur-Oberstufe vorgesehen, doch aufgrund des Absturzes der Raumfähre Challenger am 28. Januar 1986 rutschte der Start schließlich auf den 6. Oktober 1990 und wurde dann mit der Mission STS-41 auf einer IUS/PAM-S-Oberstufenkombination durchgeführt.
Ulysses wurde mit 15,4 km/s in ihrer Fluchtbahn zum Jupiter ausgesetzt. Diese hohe Fluchtgeschwindigkeit war nötig, weil Ulysses die Jupiterbahn in einem relativ großen Winkel schneiden musste, damit sie mit einem Fly-By-Manöver von Jupiter in eine polare Sonnenumlaufbahn umgelenkt werden konnte. Damit verließ sie die Erde mit der zweithöchsten je von einer Raumsonde erreichten Geschwindigkeit. (Den aktuellen Rekord hält die Raumsonde New Horizons mit 16,21 km/s.)

### Ende der Mission

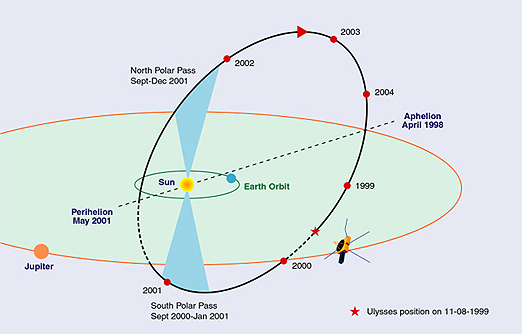
Die Sonnenumlaufbahn von Ulysses. Zeitangaben für den zweiten Umlauf.

Die elliptische Umlaufbahn führte die Sonde weit hinaus bis in eine Entfernung von 5,4 AE von der Sonne und die Hydrazintanks mussten für die korrekte Funktion beheizt werden. Im Laufe der Mission produzierte der Radioisotopengenerator, der am Start noch 285 W leistete, immer weniger Energie, so dass es immer schwieriger wurde, den Hydrazintank ausreichend zu beheizen. Als Lösung wurde beschlossen, die beiden Hauptsender zeitweise abzuschalten – dies würde 60 Watt einsparen. Nach dem ersten Test im Januar 2008 gelang es jedoch nicht, die Sender wieder in Betrieb zu nehmen, auch der erhoffte Einspareffekt blieb aus. Die Sonde konnte danach nur noch mit einer niedrigen Datenrate kommunizieren.
Rund 14 Jahre nach dem Ende der fünfjährigen Primärmission wurde am 29. Juni 2009 die Ulysses-Mission mangels ausreichender Bordenergie offiziell beendet und die nur noch sehr eingeschränkt möglichen Datentransfers eingestellt. Die Sonde hat dabei trotz allen technischen Schwierigkeiten die Erwartungen bezüglich der Lebensdauer weit übertroffen und wurde die langlebigste ESA-Mission bis zu diesem Zeitpunkt. Erst SOHO konnte den Rekord brechen. Die Sonde umläuft weiterhin die Sonne.

## Verlauf

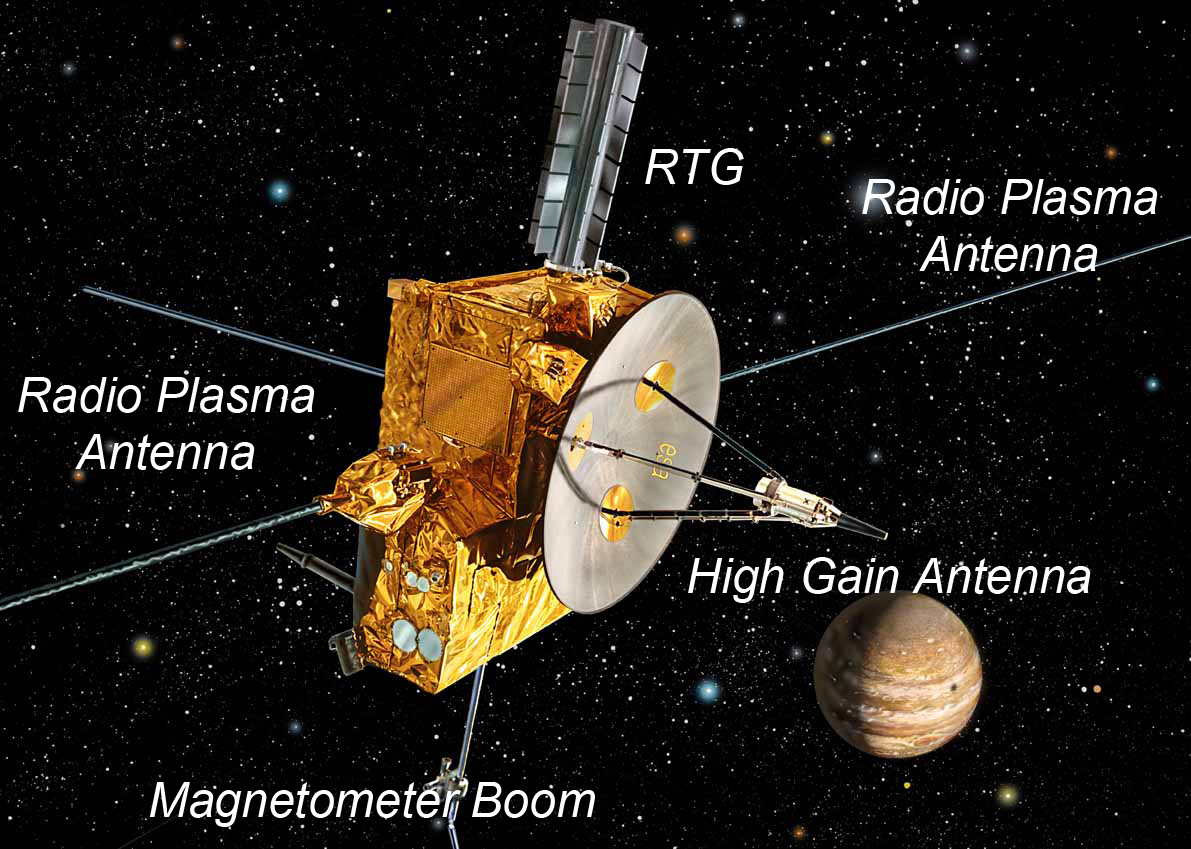
Ulysses mit Beschriftung der Ausleger

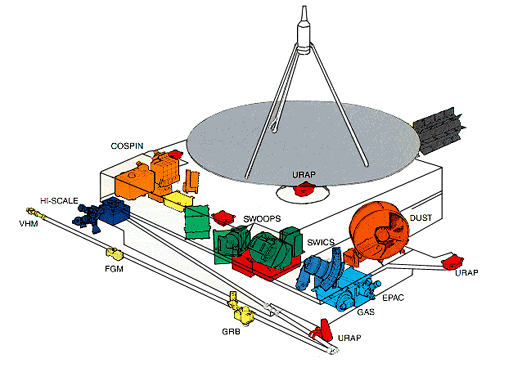
Die Wissenschaftlichen Instrumente in einem Schnittbild von Ulysses

6. Oktober 1990Start der Sonde an Bord des Space Shuttles Discovery (Mission STS-41).
8. Februar 1992Erster Vorbeiflug am Jupiter in einer Entfernung von 450.000 Kilometern. Dabei wird die Sonde aus der Ekliptikebene geschleudert und tritt in eine polare Sonnenumlaufbahn ein.
1992 bis 1998Erster Umlauf um die Sonne. Den Südpol der Sonne erkundet Ulysses 1994, den Nordpol 1995. Die höchste Sonnenannäherung (Perihel) beträgt 1,35 AE (rund 200 Millionen Kilometer).
1998 bis 2003Nach Passage der Jupiterbahn (ohne Planetenannäherung) zweiter Umlauf um die Sonne mit der größten Annäherung an den Sonnensüdpol in den Jahren 2000–2001 und an den Nordpol im Jahr 2001.
2003Ulysses passiert erneut die Jupiterbahn (erneut ohne Annäherung an den Planeten) und beginnt mit einem dritten Umlauf.
Februar 2004Die Finanzierung der Mission wird zunächst bis März 2008 verlängert, im November 2007 dann um ein weiteres Jahr bis März 2009.
Februar 2008Die Mission nähert sich wegen Energiemangels dem Ende, da die Treibstoffleitungen beheizt werden müssen. Hydrazin gefriert bei 2 °C. Das Problem wird durch ein Zünden der Triebwerke alle zwei Stunden umgangen, was jedoch den Treibstoffvorrat verringert.
12. Juni 2008ESA und NASA geben bekannt, dass die Mission von Ulysses am 1. Juli 2008 enden soll.
6. August 2008Die Mission wird vorläufig fortgesetzt, da das Hydrazin noch nicht gefroren ist.
13. März 2009Ulysses hat noch Hydrazin übrig und kann sogar wieder mit 1024 bit/s senden.
29. Juni 2009Abschalten der Sonde, Ende der Mission.

## Technische Daten
- Größe: 3,2 m × 3,3 m × 2,1 m
- Masse: 366,7 kg; davon 55,1 kg wissenschaftliche Geräte und 33,5 kg Treibstoff
- Energiequelle: Thermoelektrischer Radioisotopengenerator (RTG)
- Ausstattung: Messgeräte zur Untersuchung von Sonnenwind, Magnetfeld, Teilchenstrahlung, Radio-, Röntgen- und Gammastrahlung
- Antrieb und Steuerung: Transport in den Erdorbit per Space Shuttle; IUS-PAM-S-Raketenkombination für den Start aus dem Orbit; Manövriertriebwerke mit Hydrazin als Treibstoff
- Datenübertragung: Kommunikationsanlagen und Antennen im X-Band (60 Watt) und S-Band

## Ergebnisse
Die wissenschaftliche Mission von Ulysses umfasste unter anderem die Sonnenkorona, den Sonnenwind, das Sonnenmagnetfeld, solare Plasmawellen, kosmische Strahlen, sowie zahlreiche Messungen beim Vorbeiflug an Jupiter 1992. Ulysses war die erste Sonde, die aus der Planetenebene hinaus über die Pole der Sonne flog und dort Magnetfelder sowie den Sonnenwind in Abhängigkeit von solarer Höhe und Breite vermaß – dank ihrer unerwartet langen Lebensdauer sowohl in der Phase geringer als auch hoher Sonnenaktivität. Insgesamt konnte die Heliosphäre in vier Dimensionen aufgelöst werden, nach Raum und Zeit.
- Vor Ulysses hatte man angenommen, dass das Sonnenmagnetfeld sich spiralförmig ausbreitet. Ulysses zeigte, dass das Magnetfeld ein mehr chaotisches Muster bildet und sich stärker in den niedrigeren Breitengraden entwickelt als zuvor angenommen. Der magnetische Dipol der Sonne dreht sich um 180° und wechselt die Polarität. In einem Bereich von mehr als drei bis fünf Sonnenradien ist die radiale Komponente weg von der Sonne in allen Breitengraden gleich stark.[9]
- Sonnenwind in vier Dimensionen. In Zeiten geringer Sonnenaktivität füllt der Sonnenwind von den kühleren Regionen der Sonnenpole zwei Drittel der Heliosphäre. Dieser Wind fließt einheitlich mit 750 km/s. Der langsame Wind, der aus der äquatorialen Zone kommt, hat eine Geschwindigkeit von 350 km/s. Ulysses erforschte die Herkunft des Windes in der Sonnenkorona und das damit verbundene Magnetfeld und wie der Sonnenwind mit dem interstellaren Gas und Plasma interagiert.[9]
- Es gibt energiereiche Teilchen an den Sonnenpolen. Durch Ulysses hat sich die Vorstellung, wie geladene Teilchen sich in der Heliosphäre ausbreiten, deutlich gewandelt. Da das Magnetfeld, das die Bahn der Teilchen bestimmt, chaotischer ist und sich stärker in den Breitengraden ausbreitet als zuvor angenommen, können solche Teilchen über den Polen gefunden werden, auch bei minimaler Sonnenaktivität und weitab von den Sonnenstürmen, die sie hervorgebracht haben. Bemannte Raumfahrzeuge sind somit auch in den Bereichen der Strahlung ausgesetzt, die man zuvor als sicher betrachtet hatte.[9]
- In Zeiten geringer Sonnenaktivität kommt kosmische Strahlung an den Polregionen nicht leichter ins Sonnensystem. Diese zuvor bestehende Annahme erwies sich als falsch. Der schnelle Wind von den Polen verhindert den Zutritt. Die kosmische Strahlung ist im Ergebnis nahezu kugelsymmetrisch verteilt.[9]
- Die Eigenschaften von interstellarem Staub und Gas, das das Sonnensystem durchquert, konnten besser verstanden werden. Ulysses konnte das interstellare Helium messen, das in die Heliosphäre eindringt. Ulysses fand heraus, dass der interstellare Wind so schnell ist, dass sich an den äußeren Rändern der Heliosphäre eine Schockwelle bildet, die den Zugang des interstellaren Gases beeinflusst.
- Ulysses fand zum ersten Mal kleine Staubteilchen von interstellarem Ursprung und bewies damit, dass sie in die Heliosphäre eindringen können.[9]
- Ergebnisse zur Lebensdauer der radioaktiven kosmischen Strahlung. Diese Strahlung entsteht, wenn hochenergetische kosmische Strahlen auf die Atomkerne von interstellarem Gas treffen und diese dabei Neutronen und Protonen verlieren. Dabei bleiben radioaktive Kerne zurück. Vor Ulysses konnten nur zwei Arten dieser Strahlung gemessen werden. Das Ergebnis war, dass diese Teilchen die längste Zeit von 10 bis 20 Millionen Jahren im galaktischen Halo verbringen, bevor sie das Sonnensystem erreichen.[9]
- Ulysses konnte die Menge der Heliumisotope im interstellaren Gas zum ersten Mal messen. Diese Messungen, die für die Urknalltheorie von Bedeutung sind, deuten darauf hin, dass die Menge der Materie nicht ausreicht, um das Universum am Ende unter der eigenen Masse kollabieren zu lassen.[9]

## ISPM-Krise und Lehren aus der Mission
Die Turbulenzen im Zusammenhang mit dieser Mission wurden im Nachhinein auch als die ISPM crisis bezeichnet. Nach Abschluss der gegenseitigen Abkommen war das Projekt nachträglich gekürzt, die Missionsziele verändert, dann komplett gestrichen und anschließend verändert wieder aufgenommen worden, und schließlich hatte das Challenger-Unglück den Start verzögert. Während des Betriebs hatte es Probleme in der Koordination zwischen beiden Agenturen und Kommunikationsprobleme gegeben insbesondere um die Entscheidungskompetenz.
Aufgrund dieser Erfahrungen verließ man sich seitens der ESA seither nicht mehr blind auf Verträge und Zusagen von Washington und begann die Abhängigkeit von den politischen Entscheidungen anderer Nationen zu reduzieren und eigene Schlüsseltechnologien zu forcieren, z. B. eigene Trägerraketen und selbständige Missionen unter eigener Führung durchzuführen ohne Beteiligung anderer Weltraumagenturen.
Desgleichen war man zu stark auf das Deep Space Network angewiesen. Eine der 34-Meter-Antennen, DSS 61 in Madrid, fiel 1993 durch einen Lagerschaden längere Zeit aus, zur Notversorgung wurde die 30-Meter-Antenne der Bodenstation Weilheim eingesetzt, jedoch musste in dieser Zeit die Datenrate reduziert werden. Ab 2002 war dann die eigene Deep-Space-Antenne von ESTRACK in New Norcia bei der Unterstützung eingebunden.
Viele Lehren technischer Art wurden auch aus dem Betrieb der Sonde gezogen, beispielsweise konnte das Magnetband mit den gespeicherten Daten nur ein einziges Mal abgespielt werden und war danach gelöscht. Die Art der Missionsplanung und des Betriebs musste während der Mission geändert werden. Man erkannte, dass interplanetare Missionen autonomere Raumschiffe voraussetzen, mehr Speicher benötigen und flexibler in der Datenübertragung werden müssen.
Lehren zog man auch bei der Präsentation von Missionen in der Öffentlichkeit. Die Sonde hatte keine bildgebenden Instrumente an Bord, diese wurden irgendwann gestrichen. Dieses machte es schwer, die Mission und ihre Ergebnisse in der Öffentlichkeit zu präsentieren.